# Вулиця Котляревського (Харків)
Вулиця Котляре́вського — вулиця міста Харкова. Належить до Новобаварського адміністративного району. Починається від вул. Москалівської і йде на захід до Степового пров. Перетинає вулиці Володимирську, Гостинну і Колодязний провулок. Забудова вулиці одно- та двоповерхова.

## Історія і назва
Виникнення вулиці відносять приблизно до 1870-х років.
 У документах за 1893 р. вона вже присутня.
Назва вулиці в різних джерелах має розбіжності. У списках вулиць за 1895, 1909, 1914 роки вона називається Котляро́вською. Можна припустити, що така назва з'явилася завдяки Котлярову, дійсному гласному Міської думи, який мав свій будинок на початку вулиці.
Однак пізніше, в списках за 1916, 1929, 1936 роки вулиця називається Котляре́вською.
Сучасна назва — вулиця Котляревського, на честь українського поета, драматурга і громадського діяча.

## Будинки

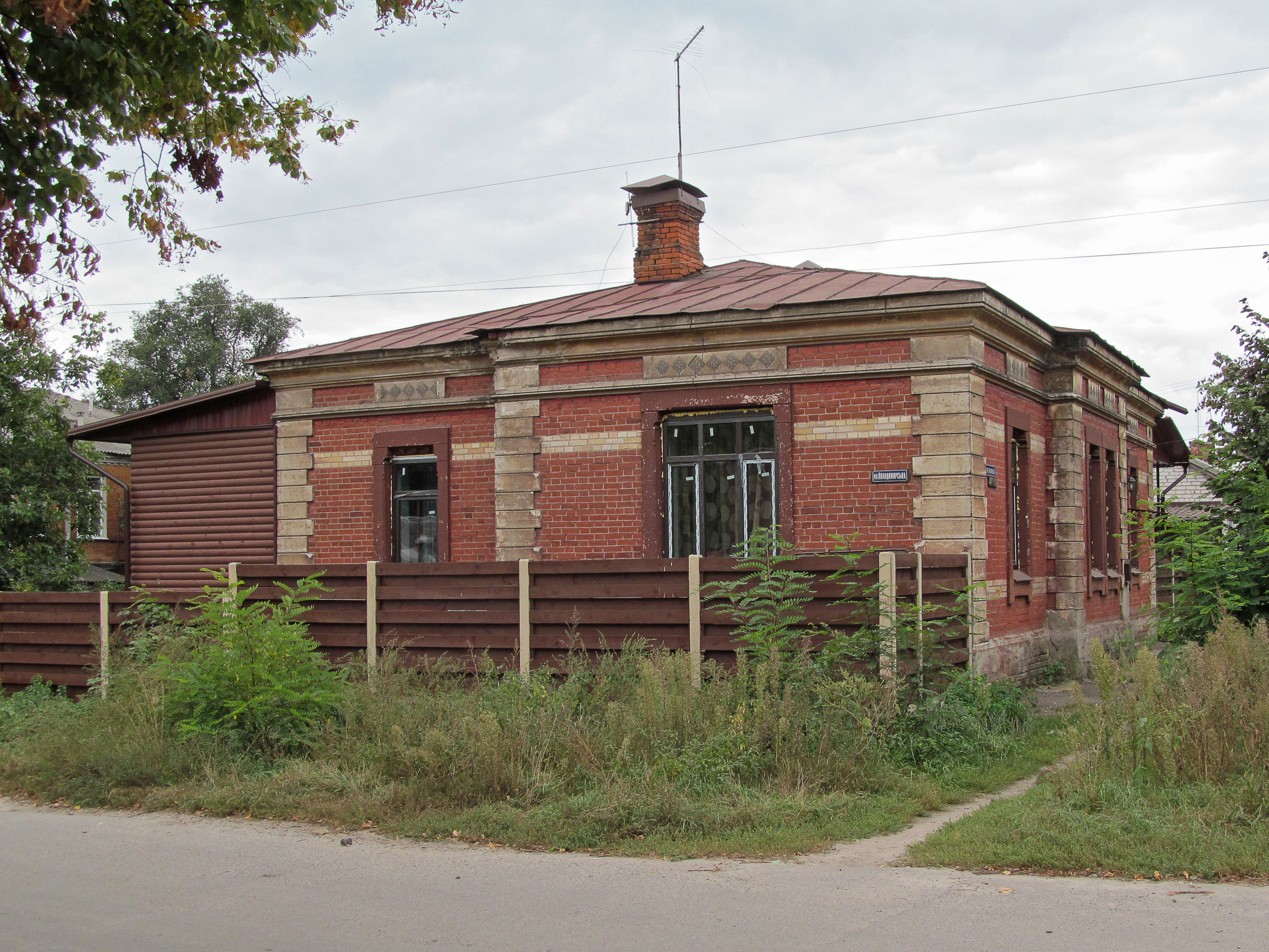
Буд. № 13. Власний будинок Василя Кричевського

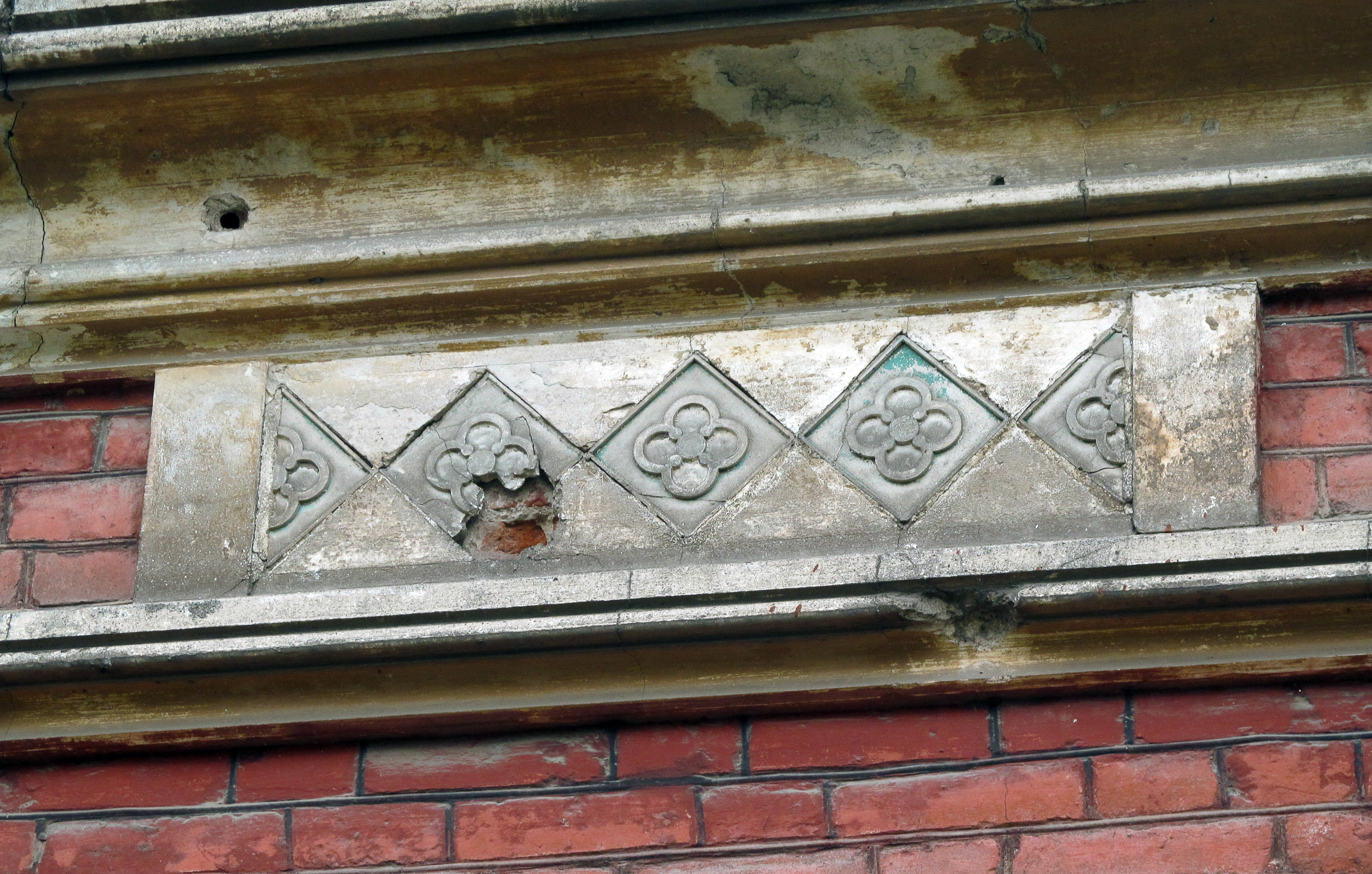
Деталь фасаду будинку Кричевського

- Буд. № 13 — Будинок Василя Кричевського, українського художника і архітектора, автора малого герба України. У 1897 році В. Кричевський купив земельну ділянку на Москалівці і побудував дім за власним проектом для себе і своєї сім'ї[3].
- Буд. № 14 — Розташований напроти № 13, у дворі, житловий будинок, є пам'яткою архітектури Харкова (охорон. № 584). Це колишній особняк, побудований у 1910 р. також за проектом Василя Кричевського. Як пам'ятка архітектури, будинок фактично знищений незаконними перебудовами.